# Gering, Nebraska
Gering, Nebraska (енгл. Gering) град је у америчкој савезној држави Небраска.

## Демографија
По попису из 2010. године број становника је 8.500, што је 749 (9,7%) становника више него 2000. године.
| Група             | 2000.         | 2010.         |
| Белци             | 6.580 (84,9%) | 6.780 (79,8%) |
| Афроамериканци    | 10 (0,1%)     | 50 (0,6%)     |
| Азијати           | 19 (0,2%)     | 33 (0,4%)     |
| Хиспаноамериканци | 1.039 (13,4%) | 1.461 (17,2%) |
| Укупно            | 7.751         | 8.500         |